# DAHUFA -守護者と謎の豆人間-
『DAHUFA -守護者と謎の豆人間-』（ダフファー しゅごしゃとなぞのまめにんげん）は、2017年に公開された中国のファンタジーアニメ映画。日本では中国語音声日本語字幕版が2021年7月23日に公開された。

## 概要
中国のアニメーション作家不思凡による、初の劇場長編作品。当初はネット配信でのみ公開予定だったが、彩條屋影業との提携により劇場公開が決定した。
2015年、アメリカのクラウドファンディングサイト「Kickstarter」を通して製作費を募りながら宣伝を行う。当時の中国産アニメとしては異例の作風が注目を集め、最終的に目標金額を超える2万234ドルの調達に成功した。制作側はこの活動を通して「この映画への期待と許容度を知って、作品作りに自信を持ちたかった」という。
2017年7月13日に中国全土での上映が開始。その際、制作側が「13歳未満のお子さんの鑑賞はお控えください」と自主規制をしたことで話題に上った。これは作品内での暴力的なシーンの多さと、作中で表現される思想の複雑さによるものとされる。

## あらすじ
架空の国・奕衛（イーウェイ）国の守護者・ダフファーは、突然失踪した皇太子を探す旅の途中で、ある山奥の村に辿り着く。その村には、偽物の目と口を顔に貼り付けた奇妙な容姿を持つ豆人間たちが住んでいた。銃や斧を持つ豆人間の執行人達に村で襲われたダフファーは、自身の持つ鋼鉄杖から雷撃を放ち返り討ちにする。村民・ジャンの案内で皇太子と再会するダフファーだが、国へ帰る途中に何者かの罠にかかり、皇太子と引き離された上に武器の鋼鉄杖も奪われてしまう。村の入口で処刑人達を殺したことで殺し屋・ロダンに目をつけられたダフファーは、逃走しながら村の深部に入り込むうちに、村に隠された秘密を知ることになる。

## 登場人物
ダフファー / 大护法
声 - 小连杀
主人公。奕衛国の守護者。鋼鉄の杖を媒介にして雷撃を放つ超能力を持つ。護衛として皇太子の行方を追う。
皇太子 / 太子
声 - 图特哈蒙
奕衛国の皇位継承者。自由に絵を描くため国を出奔し、豆人間の村に迷い込む。
ミン / 小鸣
声 - 幽舞越山
村に住む人間の少年。村に迷い込んだ皇太子を匿う。
吉安 / 吉安
声 - 金士杰
村の有力者。神仙を名乗り、村を支配する。
ロダン / 罗丹
声 - なし
吉安の私邸に住む、黒い服を着た殺し屋。何丁もの銃を同時に使いこなし、ダフファーを追い詰める。
彩 / 彩
声 - 叶知秋
吉安の私邸に住む美女。ロダンと親しい。
マオ / 庖卯
声 - 郭盛
村はずれの解体場に住む男。吉安に雇われ、豆人間の解体を行う。
ジャン / 小姜
声 - 李兰陵
豆人間。村に迷い込んだ皇太子と出会い、友人となる。
おばさん / 隐婆
声 - 李佳怡
豆人間。人間と同じように喋れることを隠して、村で雑用を行う。ジャンに村の秘密を教える。
執行人 / 刑法者
声 - 邢凯新、藤新、郝翔海
豆人間達により構成される処刑部隊。各自銃か斧を持ち歩き、村民や部外者を攻撃する。

## 主題歌
主題歌「你一定要是个孩子」
歌:蔡琴
エンディングテーマ「想要去的地方」
歌:関暁彤
イメージソング「不说话」
作詞:易巧、作曲:賈鵬芳、歌：周深
イメージソング「大护法」
歌:戴荃